# Воинское кладбище
Воинское кладбище — кладбище, предназначенное для захоронения солдат и офицеров, погибших на службе.
Статус воинских кладбищ определен 34 статьей «Останки умерших» 1-го дополнительного протокола к женевской конвенции 1949 года:

1. Останки лиц, которые умерли по причинам, связанным с оккупацией, или в заключении, являющемся следствием оккупации или военных действий, и лиц, не являющихся гражданами страны, в которой они умерли в результате военных действий, пользуются уважением, и места погребения всех таких лиц пользуются уважением, содержатся и обозначаются, как это предусматривается в статье 130 Четвертой конвенции, если останки таких лиц или места их погребения не пользуются более благоприятным отношением в соответствии с Конвенциями и настоящим Протоколом.
2. Как только позволят обстоятельства и отношения между противными сторонами, Высокие Договаривающиеся Стороны, на территории которых находятся могилы и, возможно, другие места погребения останков лиц, умерших в результате военных действий или во время оккупации, или в заключении, заключают соглашения с целью: а) содействия доступу родственников умерших и представителей официальных служб регистрации могил к местам погребения, а также определения практических мер по обеспечению такого доступа; b) постоянного сохранения и ухода за такими местами погребения; с) содействия возвращению останков и личного имущества умерших на родину по просьбе этой страны или, если эта страна не возражает, по просьбе близких родственников умерших.
3. В случае отсутствия соглашений, предусмотренных в пунктах 2 «b» или 2 «c», и если страна, являющаяся родиной умерших, не согласна обеспечивать содержание таких мест погребения за свой счет, Высокая Договаривающаяся Сторона, на территории которой находятся такие места погребения, может предложить оказать содействие возвращению останков таких умерших на родину. Когда такое предложение не принимается, Высокая Договаривающаяся Сторона по истечении пяти лет с даты такого предложения и после должного уведомления страны, являющейся родиной умерших, может принять меры, предусмотренные в ее собственном законодательстве в отношении кладбищ и могил.
4. Высокой Договаривающейся Стороне, на территории которой находятся места погребения, упомянутые в настоящей статье, разрешается производить эксгумацию только:
а)в соответствии с пунктами 2 «с» и 3; или b) когда эксгумация вызывается высшей общественной необходимостью, включая случаи, вызываемые медицинской необходимостью и необходимостью проведения расследования; в этом случае Высокая Договаривающаяся Сторона всегда с уважением относится к останкам и уведомляет страну, являющуюся родиной умерших, о своем намерении произвести эксгумацию, а также сообщает ей подробности о предполагаемом месте перезахоронения.
— https://www.icrc.org/ru/doc/assets/files/2013/ap_i_rus.pdf